# 리투아니아 공군
리투아니아 공군(리투아니아어: Lietuvos karinės oro pajėgos)은 리투아니아군의 군사 항공 부서이다. 그것은 전문 군인들과 비군인들로 구성되어 있다. 부대는 샤울랴이 인근의 라드빌리슈키스와 카우나스에 위치해 있다.

## 역사

### 1919년~1940년

1930년대 리투아니아 비행장의 안타나스 구스타이티스

1918년 2월 16일 리투아니아의 독립 선언 이후, 새 정부의 가장 시급한 임무는 사방에서 몰려오는 적군을 격퇴할 수 있는 군대를 조직하는 것이었다. 1918년 11월 23일 리투아니아군의 창설을 위한 첫 번째 명령이 왔다.
1919년 1월, 군대 내에 항공대가 포함된 엔지니어링 회사가 설립되었다. 1919년 3월 12일, 그 그룹은 항공 회사로 재편되어 독립된 군대가 되었다. 그것의 리더는 해양 기술자인 페트라스 페트로니스로 임명되었다. 이 날짜는 리투아니아 공군의 생일로 여겨진다.
1919년 3월과 12월 사이 그리고 1932년과 1940년 사이에 카우나스 군사 항공 학교가 그 도시에서 운영되었다. 이 학교는 조종사, 관찰자, 사수, 정비사와 같은 많은 항공 분야의 장교들을 훈련시켰다.
1919년 2월 5일, 리투아니아 군대가 제즈나스 시에서 최초의 비행기를 가져갔다. 1919년 2월 27일, 8대의 새로운 정찰기 LVG C.VI가 도착했다. 그것들은 독일에서 구입되었다. 6월에는 5대의 항공기가 추가로 구입되었다. 그 후 몇 년 동안 일부 항공기는 전시용으로 사용되었고 리투아니아 항공 작업장에서 수리되었으며, 많은 항공기는 다양한 국가에서 구입되었다. 전후, 리투아니아는 리투아니아의 디자이너 위르기스 도브케비치우스와 안타나스 구스타이티스가 제작한 ANBO 시리즈 항공기를 보유하고 있었다.
리투아니아 군사 항공대는 소련군과 폴란드군 부대와의 독립 전쟁에서 활약했다. 가장 많은 군사적 정렬을 수행한 조종사는 후에 최초의 리투아니아 항공기 설계자이자 건설자가 된 위르기스 도브케비치우스였다. 1920년 5월 12일, 비타우타스 라우바는 항공기 사고로 목숨을 잃은 최초의 리투아니아 비행사였다. 같은 해 10월 4일, 폴란드군과의 싸움에서 리투아니아 승무원이 탑승한 최초의 항공기가 격추되었다. 이 항공기의 조종사인 유오자스 쿰피스 리투아니아 제1항공전대 사령관은 중상을 입고 폴란드군 포로로 사망했다.
1920년에 시작하여 군사 항공 지부는 여러 번 이름이 바뀌었고 1928년 이후에는 리투아니아 공군에 해당하는 이름으로 이름이 바뀌었다.
리투아니아 공군은 활공 스포츠와 같은 다양한 항공 관련 활동을 지원하고 장려했다. 1933년, 리투아니아의 에어로 클럽과 협력하여, 그들은 니다에 리투아니아 글라이딩 학교를 설립하는 것을 도왔고 그들의 유일한 경험이 있는 글라이딩 조종사인 그레고리우스 라드베니스를 그 학교의 강사와 감독자로 보냈다.
소련의 리투아니아 점령 이후 1940년 10월 23일 리투아니아 공군은 공식적으로 해체되었다. 리투아니아 공군의 일부(77명의 고위 장교, 72명의 하급 장교, 59명의 사병, 20대의 항공기)는 붉은 군대의 29번째 영토 소총 군단 항공으로 재편성되었다. 다른 비행기들과 장비들은 붉은 군대의 공군 기지 13번과 213번에 의해 인수되었다. 국민비행대의 약 3분의 1의 인원이 나중에 소련 당국에 의해 억압을 받았고, 상당한 몫은 독일이 국민비행대의 몇몇 조종사들이 소련군과 함께 철수한 후 6월 봉기에 합류했다.

### 1992년 이후
1992년 1월 23일, 국방부 장관은 항공 서비스의 항공 기지 직원을 설립하는 명령에 서명했다. 그러나 샤울랴이 국제공항 영토(바리시아이 비행장)의 실제 기지는 1992년 1월 모든 인프라, 건물, 영토 및 24대의 An-2 항공기가 리투아니아 항공에서 국방부 항공 서비스로 이전된 3월까지 설립되지 않았다. 1992년 6월 12일, 리투아니아의 독립을 되찾은 후 처음으로 날개에 비티스의 이중 십자가 표시를 한 An-2 항공기가 바리시아이 비행장에서 이륙했다. 이 날짜는 항공 기지 설립일로 간주된다. 1993년 2월에 4대의 L-39C 알바트로스 항공기가 키르기스스탄에서 반입되었다.
1993년 3월 1일 이후 항공 서비스는 리투아니아 공군으로 개편되었고 항공 기지는 리투아니아 공군의 제1 항공 기지로 이름이 변경되었다. 1994년 1월 리투아니아는 공식적으로 NATO 가입을 신청했다. 1995년부터 1999년까지 제1항공기지는 샤울랴이 근처의 자크나이 비행장으로 이전하여 소련 점령 기간 동안 전투기 날개, 무선 전자 전투 및 정찰 비행대대의 위치 변경에 사용되었다. 리투아니아 국방부 장관 리나스 링케비치우스의 명령에 따라 제1항공기지와 제2항공기지는 2004년 10월 1일부터 리투아니아 공군 항공기지로 재편성되었다. 2004년까지는 공군기지에 경공격기와 수송기만 배치되어 있었는데, 제1, 제2 공군기지의 재건 이후에는 헬기도 공군기지에 배치되어 있다.
2007년에, 두 대의 L-39ZA 항공기가 루마니아에서 기술 자원을 확장했다. 정비 작업에는 항공기 유닛에 대한 철저한 점검과 주요 엔진 수리가 포함되었다. 새로운 항법 장비 GNS 530이 설치되었고 무선 통신 세트가 파일럿 선실에서 변경되었다. 이 비행기들은 항공경찰 임무와 전투기 지휘관에서 전투기 통제관들을 훈련시키는데 사용된다. 또한, 공군의 헬리콥터 Mi-8과 단거리 수송기 L-410의 자본 정비, 업그레이드 및 현대화의 복잡한 프로그램이 수행되었다.

## 구조
카우나스에는 리투아니아 공군 본부와 영공 감시 및 통제 사령부가 위치해 있으며, 카르멜라바 근처에는 영공 감시 조정 센터와 발트 항공 감시 네트워크의 RASCC가 위치해 있다. 샤울랴이 공군 기지에는 공군 무기 및 장비 수리 창고가 위치해 있다. 2000년에 창설된 방공대대는 라드빌리슈키스에 위치해 있다.

## 발트 항공 경찰
리투아니아는 2004년 NATO에 가입한 이후 라트비아와 에스토니아와 함께 NATO의 보호를 받고 있다. NATO 회원국들은 보통 리투아니아에 기지를 둔 4대의 전투기를 제공하여 발트 3국의 영공을 감시하고 있다. 배치는 NATO 회원국(2004년 3월 벨기에 공군 F-16과 함께 시작)과 전투기를 운용하는 대부분의 NATO 회원국이 리투아니아에 배치했다. 발트 3국은 가까운 미래에 자국 영공을 스스로 보호하는 방안을 고려하고 있다.

## 현대화
설정된 우선순위에 따라, 리투아니아 공군은 현대화 계획을 시행하고 있다. 2000년대에 공군은 세 대의 새로운 알레니아 C-27J 스파르탄 군용 수송기를 구입했다. 2013년, 유로콥터 AS365 도팽 수색 및 구조 헬리콥터 3대가 프랑스에서 약 5200만 유로에 주문되었다. 그 거래는 유럽 연합에 의해 자금이 조달되었고 2015년에 배달이 시작되었다. 2020년 10월, 공군은 미국으로부터 UH-60 블랙 호크 헬기 4대를 구매하기로 결정했다고 발표했다.